# Mongoljärnsparv
Mongoljärnsparv (Prunella koslowi) är en östasiatisk fågel i familjen järnsparvar inom ordningen tättingar. Den häckar i torra bergstrakter i Mongoliet, möjligen även i angränsande norra Kina. Arten beskrivs som sällsynt men beståndet anses vara livskraftigt.

## Utseende och läten
Mongoljärnsparven är en brunt tecknad järnsparv med en kroppslängd på 15 cm. Hjässa och ovansida är brun med mörka streck, vingarna och stjärten bruna med beige kanter och på vingtäckarna vita spetsar som formar två otydliga vingband. Strupen är grå, resten av undersidan beigefärgad. Sången påminner om en tystlåten brun järnsparv.

## Utbredning och systematik
Mongoljärnsparven förekommer i bergstrakter i Mongoliet och omedelbart angränsande norra Kina (Ningxia). Möjligen häckar den inte i Kina utan uppträder där utanför häckningstid. DNA-studier visar att arten troligen är närmast släkt med brun järnsparv (Prunella fulvescens). Den behandlas som monotypisk, det vill säga att den inte delas in i några underarter.

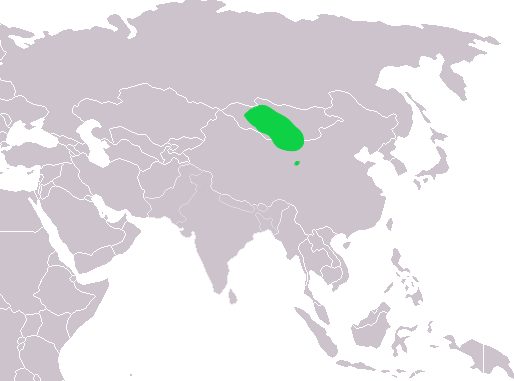
Mongoljärnsparvens utbredningsområde.

## Levnadssätt
Mongoljärnsparven förekommer i buskmarker i halvöken och torra bergstrakter. Den födosöker ofta dolt nära marken eller under buskar. Endast två bofynd har gjorts, placerade nära marken med fyra till fem ägg. Den rapporteras återvända till häckningsplatser kring sjön Orog Nuur i mitten av maj, i övrigt råder det kunskapsbrist om dess rörelser.

## Status och hot
Arten har ett stort utbredningsområde och en stor population med stabil utveckling och tros inte vara utsatt för något substantiellt hot. Utifrån dessa kriterier kategoriserar internationella naturvårdsunionen IUCN arten som livskraftig (LC). Världspopulationen har inte uppskattats men den beskrivs som troligen sällsynt, men är troligen förbisedd på grund av sina tillbakadragna vanor.

## Namn
Fågelns vetenskapliga namn hedrar den ryske upptäcktsresanden Pjotr Kuzmitj Kozlov (1863–1935).